# Dr.Lilcom
Dr. Lilcom（ドクター・リルコム、1988年 - ）は、日本の作曲家、編曲家、トラックメイカー。

## 略歴
幼少期よりピアノを始め、青春時代をヒップホップと共に過ごし、15歳頃から本格的にトラックメイクを始め、ブラックミュージックシーンでトラックメイカーとして活動しながら、J-POPシーンの作家としても活動を始める。トラックメイク、編曲、ソングライトをこなし、多彩なサウンドメイクを得意とする。現在はヒップホップ・アイドル等幅広く手掛けるクリエイターとして活動中。

## 提供作品
アイドルマスター ミリオンライブ!
- 「瞳の中のシリウス」（共編曲）※Lilcom名義、野井洋児と共作

アイドルマスター SideM
- 「Tricolor Rendezvous」（作曲・編曲）※前迫潤哉・春川仁志と共作

IVVY
- 「First&Last」（作曲・編曲）※Shogoと共作

あんさんぶるスターズ!
- 「Fight for Judge」（作曲・編曲）
- 「ずっと そばで…」（作曲・編曲）※Shogoと共作

AKB48グループ
- AKB48
  - 「始まりの雪」（作曲・編曲）

- SKE48
  - 「消せない炎」（共作曲・編曲）※Lilcom名義、FURUTAと共作
  - 「凍える前に」（共作曲・編曲）※木下めろんと共作
  - 「Don't judge me」（共作曲・編曲）※前迫潤哉と共作

- HKT48
  - 「止まらない観覧車」（共作曲・編曲）※FURUTAと共作
  - 「大人列車はどこを走ってるのか?」（共作曲）※外山大輔と共作

- NGT48
  - 「嫌いなのかもしれない」（共作曲・編曲）※外山大輔と共作

岡本信彦
- 「Hello, Ms Sunshine」（編曲）

キラキラハッピー★ ひらけ!ここたま
- 「ヒミツのカギ、ここたま!」（作曲・編曲）

King & Prince
- 「Focus」（共作曲、編曲）

黒子のバスケ
- 「We’re just moving」（共作曲・編曲）※Lilcom名義、野井洋児と共作

Kunta Yamasaki
- 「She Devil」（共作曲・編曲）

剛力彩芽
- 「ひとつだけ」（編曲）

坂道シリーズ
- 乃木坂46
  - 「憂鬱と風船ガム」（共作曲）※HIROTOMOと共作
  - 「空扉」（共作曲・編曲）※FURUTAと共作

- 欅坂46
  - 「ここにない足跡」（共作曲・編曲）※前迫潤哉、春川仁志と共作

- 日向坂46
  - 「JOYFUL LOVE」（共作曲・編曲）※前迫潤哉と共作

SOLIDEMO
- 「Ride On」（共作曲・編曲）※FURUTAと共作

SUPERNOVA
- 「きっと」（共作曲・編曲）※Lilcom名義、前迫潤哉と共作
- 「Dancin' (ユナク&ソンジェ)」（共作曲・編曲）※FURUTAと共作

Chuning Candy
- 「Take Me Out!!」（共作曲）※FURUTAと共作

ツキクラ
- 「集合写真 (劇団アルタイル)」（共作曲・編曲）※前迫潤哉と共作
- 「紙飛行機 (市ヶ谷リンタロウ)」（共作曲・編曲）※FURUTAと共作
- 「Baby Love (Rigel)」（共作曲・編曲）※Shogo、早川博隆と共作
- 「花言葉 (Rigel)」（共作曲・編曲）※前迫潤哉と共作

DISH//
- 「That’s My Life」（共作曲）※FURUTAと共作

ブレイク☆スルー“5D
- 「We are halloween knights」（共作詞・作曲・編曲）

Boys Republic
- 「Closer ～ キスまでどれくらい?」（共作曲・編曲）※FURUTAと共作
- 「We're Boys Republic」（共作曲・編曲）※FURUTAと共作

Ms.OOJA
- 「サイレントティアーズ」（共編曲）※Yuuki Sekineと共作

水瀬いのり
- 「Snow White」（共作曲・編曲）※FURUTAと共作

山下智久
- 「Never Lose」（共作曲）※FURUTAと共作